# Mario Grasso
Mario Grasso, all'anagrafe Mariano Grasso (Acireale, 28 gennaio 1932 – Catania, 3 ottobre 2022), è stato un poeta, scrittore, saggista, critico letterario e giornalista italiano.

## Biografia
Visse a Acireale e dai primi degli anni ‘80 (come motiva anche in Aquilia delle poiane) scelse di risiedere con la moglie, Nives Levan, a Catania, dove fu  direttore letterario di una casa editrice, nonché della rivista letteraria Lunarionuovo e della Gazzetta dialetti da lui fondate.
Fu negli anni ‘50 anche amministratore comunale e per diversi altri anni consigliere.
Esordì da critico letterario presso il quotidiano La Sicilia, mantenendo le continue collaborazioni alle terze pagine dei quotidiani Gazzetta di Parma e Messaggero Veneto.
Firmò una quantità di articoli, sempre su temi di attualità e letteratura su altre testate giornalistiche e rotocalchi, oltre che con il proprio nome anche con pseudonimi (Basico, Lino Bontempi, Emmegì, Idduoè, Ludi Rector, Turi d'a Rasula) e con esiti di anagrammi del proprio nome: Rigo Mossara e Sara Smigoro. 
Alla fine degli anni ‘60/inizi ‘70 condusse su Giorni-Vie nuove, periodico legato al PCI diretto da Davide Lajolo, anche coraggiosi articoli di denuncia dello scempio edilizio perpetrato, ad esempio sulla costa di Acireale, come pure di ospedali, scuole e condizione degli insegnanti, Ponte sullo Stretto, enti di sviluppo territoriale, vicende riguardanti fin ogni più piccolo centro della Sicilia, quando il giornalismo si faceva recandosi con ogni mezzo sui luoghi, non sempre sicuri. Si firmava con l’anagramma “Rigo Mossara”.  “Vie nuove” era il periodico nel quale, nel dopoguerra, aveva svolto un prezioso ruolo di critico cinematografico Umberto Barbaro, altra grande figura di acese cui Grasso dedicò nel ‘84 un convegno di riscoperta, e trasmissioni radiofoniche.
Conobbe e sostenne Michele Pantaleone, Giuseppe Fava, Danilo Dolci e altri giornalisti e scrittori impegnati contro la mafia, in epoca ancora pionieristica. Fava gli scrisse la prefazione al suo Il gufo reale del 1968.
Nel ‘70 fondò in Acireale il gruppo artistico-letterario  “Ciclope” con relativa galleria, che fu centro d’irradiazione specialmente per i giovani dell’etneo, dando vita, in particolare, alle “settimane culturali acesi”, con la partecipazione di grandi scrittori italiani e stranieri di tutti i continenti.
Ospite memorabile del Ciclope fu nel ‘74  Leonardo Sciascia
Sulla base della leale, premonitrice conoscenza che instaurò con intellettuali russi e ucraini nella seconda metà degli anni ‘80, promosse uno scambio culturale con diversi docenti dell'Università di Catania e scrittori e poeti italiani in diverse città dell'ex Urss. In uno di questi si recò a Mosca e Kiev anche col vescovo di Acireale, Giuseppe Malandrino, accolti entrambi festosamente da intellettuali e autorità delle due capitali.
Pubblicò dal 1995 sul quotidiano La Sicilia una rubrica settimanale di filologia e costume, "Vocabolario".
Tradusse e curò un'antologia delle opere di Taras Hryhorovyč Ševčenko per la quale gli venne conferito il "Premio Internazionale Franko" a Kiev, assegnato l'anno precedente a Gabriel García Márquez.
Il 3 giugno 2015 l'Accademia di scienze, lettere e belle arti degli Zelanti e dei Dafnici gli conferì la carica di Socio Corrispondente nella classe di Lettere e Belle Arti.
Ha scritto e tenuto conferenze fino a poco prima della morte. Aquilia delle poiane, il suo libro del 2021, ha tutti i caratteri di un testamento e un commiato dedicato alla sua Acireale.
Nel mese di marzo del 2024 si è tenuto a Catania, presso il Coro di Notte del Monastero dei Benedettini dell'Università di Catania, il I Convegno di Studi dal titolo: "Mario Grasso: Un pilastro per la cultura. Compendio di vita e opere", organizzato dal Centro Studi Panormita di Operatività Letterarie e Artistiche e il Dipartimento di Scienze Umanistiche dell'Università di Catania.

## Opere

### Narrativa
- Scuciture, Catania, Edigraf, 1965.
- Il Gufo reale, Palermo, Flaccovio Editore, 1968, prefazione di Giuseppe Fava.
- Il mulino d'Aci, Milano, Todariana, 1972.
- La paglia di nessuno, Bologna, Cappelli Editore, 1974.
- Le vestali di Samarcanda, Udine, Biancamartina, 1979, prefazione di Giacinto Spagnoletti.
- Il Gufo reale, Acireale, Lunarionuovo, 1986. Seconda edizione.
- Pamparissi, Catania, Prova d'autore, 1990.
- Fine dell'adolescenza, Catania, Prova d'autore, 1992.
- Catania 48 ore, con Marcella Argento e Vladimir Di Prima, Catania, Prova d'autore, 2003. ISBN 978-88-88555-25-6
- Pamparissi. Sortilegio a Ustica, Catania, Prova d'autore, 2007. ISBN 978-88-88555-91-1
- La Mastunicola - Racconti di pizzerie galeotte, con AA.VV., Catania, Prova d'autore, 2013. ISBN 978-88-6282-111-7
- Catania giorno e notte, con AA.VV., Catania, Prova d'autore, 2013. ISBN 978-88-6282-114-8
- Occasioni. Spasseggio tra flussi d'incoscienza e momenti civili, politici, religiosi d'inizio Terzo millennio, Catania, Prova d'Autore, 2016. ISBN 978-88-6282-168-1
- Aquilia delle poiane, Prova d’Autore,2021.

### Saggistica
- Testi e testimonianze, Udine, Biancamartina, 1976, prefazione di Giorgio Bàrberi Squarotti.
- " Su Bartolo Cattafi", Atti del Convegno Nazionale di Studi, a cura di Mario Grasso, con AAVV,  Lunarionuovo dic. 1979
- "Angelo Maria Ripellino", Atti del Convegno Nazionale di Studi, a cura di Mario Grasso, con AAVV, Lunarionuovo, 1981
- "Su Umberto Barbaro e la Letteratura tra le Due Guerre", Atti del Convegno Nazionale di Studi, a cura di Mario Grasso, con AAVV, Lunarionuovo 1984
- I nipoti di Zamjàtin. Antologia di fantascienza sovietica. A cura di Mario Grasso e Elena Kalina. Catania, Lunarionuovo, 1986.
- Lingua delle madri, Catania, Prova d'autore, 1994. ISBN 88-86140-04-5
- Michele Pantaleone personaggio scomodo, Catania, Prova d'autore, 1994. ISBN 88-86140-06-1
- La danza delle gru, Catania, Prova d'autore, 1999. ISBN 88-86140-39-8
- Cu t'inghitau?, Catania, Prova d'autore, 2005. ISBN 88-88555-63-3
- Saggilemmario. Le parole dei nostri giorni. Origini, storia, adattamenti, Catania, Prova d'autore, 2010. ISBN 978-88-6282-035-6
- Azzurri, meridiani dell'Es. Aspetti della pittura di Piero Guccione, Vittoria (RG), Baglieri Editrice, 2011. ISBN 978-88-905956-0-8
- Cu t'alliscia vol'u pilu?, Catania, Prova d'autore, 2012. ISBN 978-88-6282-086-8
- Baroni, bombe & balilla, nella città dalle cento campane. Con AA.VV., a cura di Mario Grasso. Catania, Prova d'autore, 2013. ISBN 978-88-6282-120-9
- La poesia di Roberta Musumeci tra ironie, simboli e sentimenti. Con AA.VV. Catania, Quaderni di Lunarionuovo, nr. 54, 2014.
- Acedd'i puddu, Catania, Prova d'Autore, 2014.
- Su Pietro Barcellona, ovvero, riverberi del meno, Atti del Convegno di Studi su alcune opere di Pietro Barcellona, a cura di Mario Grasso, con AA.VV. Prova d'Autore, 2015. ISBN 978-88-6282-154-4
- Nuzza 'mbriaca, Catania, Prova d'Autore, 2017.
- " Poeti in e di Sicilia - Crestomazia di opere letterarie edite e inedite tra fine secolo e primi decenni del terzo millennio" , a cura di Mario Grasso, con AA.VV. Prova d'Autore, 2018. ISBN 978-88-6282-204-6
- "Altro su Sciascia" , a cura di Mario Grasso, con AA.VV. Prova d'Autore, 2019. ISBN 978-88-6282-222-0
- "Una Rosa di Venti ovvero 20 ricordanze in omaggio a Rosa Balistreri nel trentennale della morte", a cura di Mario Grasso, con AA.VV Prova d'Autore, 2020. ISBN 978-88-6282-238-1
- "Il geniale universo letterario di Giuseppe Pontiggia" , a cura di Mario Grasso, con AA.VV. Prova d'Autore, 2021. ISBN 978-88-6282-250-3
- "Campanili Siciliani - Viaggio con Mario Grasso nella Trinacria di ogni testa e tribunale, dei dialetti, soprannomi, proverbi e isole linguistiche", a cura di Giuseppina Sciortino, Prova d'Autore, 2022. ISBN 978-88-6282-240-4
- "Ippolito Nievo, verismo di un precursore - Realismo e Naturalismo d'Oltralpe; Letteratura campagnola e Verismo in Italia: approssimazioni critiche, confronti, testimonianze, deduzioni", Prova d'Autore, 2021. ISBN 978-88-6282-254-1
- "Ricordi e riflessioni di 12 poeti", a cura di Mario Grasso, con AA.VV. Prova d'Autore, 2022. ISBN 978-88-6282-264-0

### Poesia
- Vento di primavera, Catania, Edigraf, 1957.
- A sollevare il giorno, Catania, Giornale Medico, 1981.
- Friscalittati, Caltanissetta-Roma, Salvatore Sciascia, 1981. Prefazioni di Salvatore Rossi e Giuseppe Bonaviri.
- I guerrieri di Riace, Catania, Lunarionuovo, 1982.
- Lettere a Lory, Caltanissetta-Roma, Salvatore Sciascia, 1984. Prefazioni di Antonio Di Grado e Giuliano Gramigna.
- Tra Sole e Luna in "Almanacco dello specchio", Milano, Mondadori, 1986, prefazione di Giovanni Raboni.
- Concabala, Milano, All'insegna del Pesce d'oro-Scheiwiller, 1987. ISBN 88-444-1077-X
- Vocabolario siciliano, Catania, Prova d'autore, 1989, con saggio introduttivo di Maria Corti.
- Crucchèri, Salvatore Sciascia, 2002. ISBN 978-88-8241-104-6
- Tra compiute lune, Salvatore Sciascia, 2003. Prefazione di Stefano Lanuzza. ISBN 978-88-8241-150-3
- Vocabolario siciliano, Catania, Prova d'autore, 2005. ISBN 88-88555-70-6
- "Fiabestrocche stuzzicanti per i piccoli e...i più avanti", Sara Smigoro (anagramma di Mario Grasso), Prova  d'Autore, 2012. ISBN 978-88-6282-094-3
- "Vocabolario Siciliano due", Prova d'Autore, 2021. ISBN 978-88-6282-247-3
- "Algebre e sigilli", Prova d'Autore, 2021. ISBN 978-88-6282-246-6
- "A sollevare il giorno...la metafora intendi", Prova d'Autore, 2023 Postumo. ISBN 978-88-6282-271-8

### Teatro
- L'arca di Noè, Catania, Niccolò Giannotta Editore, 1970.
- I sette arcieri di Bajamazol, Catania, Lunarionuovo, 1978.

### Traduzioni
- Antologia delle opere di Taras Sevcenko, Catania, Prova d'autore, 1989.
- I marrunati di Pinocchiu, edizione integrale de Le avventure di Pinocchio tradotta in siciliano da Mario Grasso. Ed. Prova d'Autore, 1990.
- Brani dell'EneideEneide per un'antologia in edizioni Bompiani, 1993.

### Riviste
Mario Grasso fondò 7 riviste letterarie:
- Lunarionuovo - N°1, giugno/luglio 1979.[3]
- Lytyerses - Rassegna mensile di cultura - N°1, febbraio 1969.
- Sumarte - Rassegna mensile di Letteratura – Arte – Folklore – Attualità - N°1, giugno 1972.
- Carte Siciliane - N°1, 1º luglio 1985.
- Siciliomi - N°1, maggio 1988.
- Sicilia Illustrata - N°1, aprile 1991.
- Gazzetta Ufficiale Dialetti - N°1, giugno 2002.
- CeSPOLA, Centro Studi Panormita di Operatività Letterarie e Artistiche, notiziario letterario mensile, N°1, febbraio 2022.